# Торонто Мальборос
«Торонто Марлборо Атлетик Клаб» (англ. Toronto Marlborough Athletic Club) (известный как «Торонто Мальборос») — молодёжный канадский хоккейный клуб из города Торонто, провинция Онтарио, Канада. 
Основанный в 1903 году клуб представлял юношеские и взрослые хоккейные команды в Хоккейной ассоциации Онтарио (OHA), а затем в Хоккейной лиге Онтарио (OHL). Команда «Мальборос» была фарм-клубом «Торонто Мейпл Лифс» и одной из самых сильных юниорских команд в истории, выиграв семь чемпионатов Мемориального кубка. Старшая команда боролась за Кубок Стэнли в 1904 году и выиграла Кубок Аллана в 1950 году. После упадка в конце 1970–х годов, продажи франшизы и переезда из Торонто, в 1991 году команда стала называться «Гуэлф Шторм».
Их наследие продолжает «Хоккейный Клуб Торонто Мальборос», который представляет несколько молодёжных хоккейных команд в Хоккейной лиге Большого Торонто, и «Торонто Марлис» из Американской хоккейной лиги.